# Gmina Dąbrowice
Die Gmina Dąbrowice ist eine Stadt-und-Land-Gemeinde (gmina miejsko-wiejska) im Powiat Kutnowski der Woiwodschaft Łódź in Polen. Ihr Sitz ist die gleichnamige Stadt (deutsch Dabrowice, 1943–1945 Dommstätt). Mit der Wiederverleihung der Stadtrechte an Dąbrowice zum 1. Januar 2023 wurde die Gemeinde von einer Landgemeinde zu einer Stadt-und-Land-Gemeinde.

## Gliederung
Zur Stadt-und-Land-Gemeinde Dąbrowice gehören elf Dörfer mit einem Schulzenamt:
| Augustopol Baby Dąbrowice Pierwsze Dąbrowice Drugie | Dąbrowice Trzecie Liliopol Mariopol Ostrówki | Witawa Zgórze Żakowiec |

Weitere Ortschaften der Gemeinde sind Baby-Towarzystwo, Cieleburzyna, Działy, Dzięgost, Iwiny, Łojewka, Majdany, Piotrowo und Rozopol.